# Vojtěch Kundrát
Vojtěch Kundrát (* 9. srpna 1991) je český chemik.
Během středoškolských studií na Střední průmyslové škole chemické akademika Heyrovského v Ostravě se podílel na výzkumu nové metody syntézy alkoholů a vývoji látek, které mají potenciál stát se antimalariky. Strávil půlroční stáž v Loschmidtových laboratořích, kde se zabýval novými technologiemi pro čistění vod a kontaminovaných půd.
Roku 2010 mu bylo uděleno ocenění Genus za práci Syntéza derivátů kyseliny kynurenové jako dále použitelných stavebních kamenů pro výstavbu kombinatorních knihoven. O rok později získal ocenění Talent roku s projektem Enzymy ve službách životního prostředí.
Po ukončení střední školy studoval na Přírodovědecké fakultě Masarykovy univerzity; přičemž získal i zkušenosti z výzkumných pracovišť v Česku, Německu a USA. Titul Ph.D. získal na MU i na Vysokém učení technickém v Brně.